# David Giuntoli
David Czarra Giuntoli (nascido em 18 de junho de 1980) é um ator americano. Ele é mais conhecido no papel principal do detetive Nick Burkhardt na série Grimm da NBC.

## Infância
David Czarra Giuntoli nasceu em Milwaukee, Wisconsin, filho de Maria e David Giuntoli, de ascendência italiana. Ele foi criado em Huntleigh, um subúrbio de St. Louis, Missouri. É formado pela St. Louis University High School, em 1998, e estudou também em Indiana University Bloomington, ganhando um grau de bacharel em Negócios Internacionais e Finanças em 2002.

## Carreira
David Giuntoli voltou a St. Louis depois da faculdade. No entanto  seu coração estava em ser um artista em vez de uma carreira em finanças, sua família logo percebeu pois ele  gostava de fazer as pessoas rirem desde pequeno. Quando reencontrou  com o professor de teatro no colegial, ele começou a tomar aulas de atuação localmente. Sua primeira oportunidade na carreira veio em 2003, quando ele foi descoberto por olheiros para a MTV e no elenco da série redes realidade Road Rules: South Pacific. A aventura de três meses, no Pacífico Sul, e uma aparência subsequente sobre a sétima temporada de Real World / Road Rules. Tal oportunidade cimentou ainda mais a sua decisão de prosseguir atuando como uma carreira a tempo integral.
Em 2007, ele se mudou para Los Angeles para prosseguir com a carreira de ator. Lá, ele estudou com o diretor e professor interino Chris Campos antes de ingressar na Companhia de Teatro Echo. Uma longa série de aparições em vários filmes e séries de TV  se seguiram, incluindo Nip/Tuck, Veronica Mars, Grey's Anatomy, Ghost Whisperer, Privileged, Without a Trace, Cold Case entre outros. Giuntoli foi convidado para fazer teste para o papel-títular do filme que relançou Superman Man of Steel, mas acabou por ser derrotado pelo Inglês ator Henry Cavill. Seu maior papel na TV até à data é a série Grimm, que estreou em outubro de 2011 . Além de seu trabalho em Grimm, Giuntoli foi visto em 2012 no filme Caroline e Jackie em um papel de apoio.

## Vida pessoal
David Giuntoli atualmente vive e trabalha em Portland, Oregon, onde Grimm é filmado. Ele muitas vezes é visto andando de bicicleta. Durante uma pausa de 2012, em produção Grimm, Giuntoli visitou um orfanato de elefantes no Quênia, adotando um dos animais. David casou-se com Bitsie Tulloch em 2017   

## Filmografia
| Ano        | Título                                        | Personagem       | Notas                                                              |
| ---------- | --------------------------------------------- | ---------------- | ------------------------------------------------------------------ |
| 2003       | Road Rules: South Pacific                     | Ele mesmo        |                                                                    |
| 2003       | Real World/Road Rules Challenge: The Gauntlet | Ele mesmo        |                                                                    |
| 2007       | Ghost Whisperer                               | Rick             | Episódio: "The Walk-in"                                            |
| 2007       | Veronica Mars                                 | Sneed Batmen Guy | Episódio: "Un-American Graffiti"                                   |
| 2008       | Nip/Tuck                                      | Evan             | Episódio: "August Walden"                                          |
| 2008       | Grey's Anatomy                                | Todd             | Episódio: "The Becoming"                                           |
| 2008       | Finish Line                                   | Turner           |                                                                    |
| 2008       | Privileged                                    | Jacob Cassidy    | 5 episódios                                                        |
| 2008       | Eli Stone                                     | Scott Colby      | Episódios: "Waiting for That Day", "Should I Stay or Should I Go?" |
| 2008       | The Unit                                      | Paul Grand       | Episódio: "Misled and Misguided"                                   |
| 2008       | Without a Trace                               | Seth             | Episódio: "Push Comes to Shove"                                    |
| 2008       | Cold Case                                     | Dean London '60  | Episódio: "Wings"                                                  |
| 2009       | Crash                                         | Brad             | Episódio: "The Pain Won't Stop"                                    |
| 2009       | Weather Girl                                  | James            |                                                                    |
| 2009       | ComedyPOPS                                    |                  |                                                                    |
| 2009       | U.S. Attorney                                 | Andrew Moore     |                                                                    |
| 2010       | The Quinn-tuplets                             | Martin Quinn     |                                                                    |
| 2010       | The Deep End                                  | Jason Carpenter  | Episódios: "An Innocent Man", "White Lies, Black Ties"             |
| 2010       | Turn the Beat Around                          | Michael          |                                                                    |
| 2010       | Hot in Cleveland                              | Tyler            | Episódio: "Who's Your Mama?"                                       |
| 2010       | Private Practice                              | Daniel           | Episódio: "In or Out"                                              |
| 2010       | Camera Obscura                                | Walter           |                                                                    |
| 2011       | Love Bites                                    | Jordan           | Episódio: "Firsts"                                                 |
| 2011       | 6 Month Rule                                  | Jared            |                                                                    |
| 2011– 2017 | Grimm                                         | Nick Burkhardt   | Personagem principal                                               |
| 2012       | Caroline and Jackie                           | Ryan             |                                                                    |
| 2013       | Key & Peele                                   | Mack             |                                                                    |
| 2016       | Buddymoon                                     | David            |                                                                    |
| 2016       | 13 Hours: The Secret Soldiers of Benghazi     | Scott Wickland   |                                                                    |
| 2018       | A Million Little Things                       | Eddie            | Personagem principal                                               |